# 노비송치군

마워폴스카주 지도에 표시된 노비송치군의 위치

노비송치군(폴란드어: powiat nowosądecki)은 폴란드 마워폴스카주에 위치한 군으로 면적은 1,550.24km2, 인구는 197,718명(2019년 6월 30일 기준), 인구 밀도는 130명/km2이다. 군청 소재지는 노비송치이지만 노비송치군에 속하지 않고 별도의 도시군으로 존재한다.
서쪽으로는 노비타르크군, 리마노바군, 북쪽으로는 브제스코군, 타르누프군, 동쪽으로는 고를리체군과 접하며 남쪽으로는 슬로바키아와 국경을 접한다. 16개 지방 자치체(1개 도시, 4개 도시형 농촌, 11개 농촌)를 관할한다.

군기
군 문장